# Флавопротеид
Флавопротеиды (лат. flavus желтый + протеиды; син.: аллоксазиновые протеиды, желтые ферменты) — группа сложных белков, ферментов, в состав которых в качестве простетической группы входят флавиновые нуклеотиды. Флавопротеиды широко распространены в животном и растительном мире и у микроорганизмов, они принимают участие в метаболизме основных классов органических соединений, играют важную роль в процессе биологического окисления.
Первый флавопротеид был открыт немецкими биохимиками Отто Варбургом и В. Кристианом. Они выделили фермент из дрожжевых грибов.

## Виды
Известны флавопротеиды, катализирующие окислительно-восстановительные реакции между никотинамидными нуклеотидами и белками, содержащими железосероцентры в качестве единственной простетической группы (железосульфопротеидами).
К числу сложных ферментов, являющихся флавопротеидами, относится сульфитредук-таза, участвующая в ассимиляции неорганического сульфита микроорганизмами, и нитрат-редуктазы, осуществляющие восстановление нитрата в аммиак.